# Corps blindé

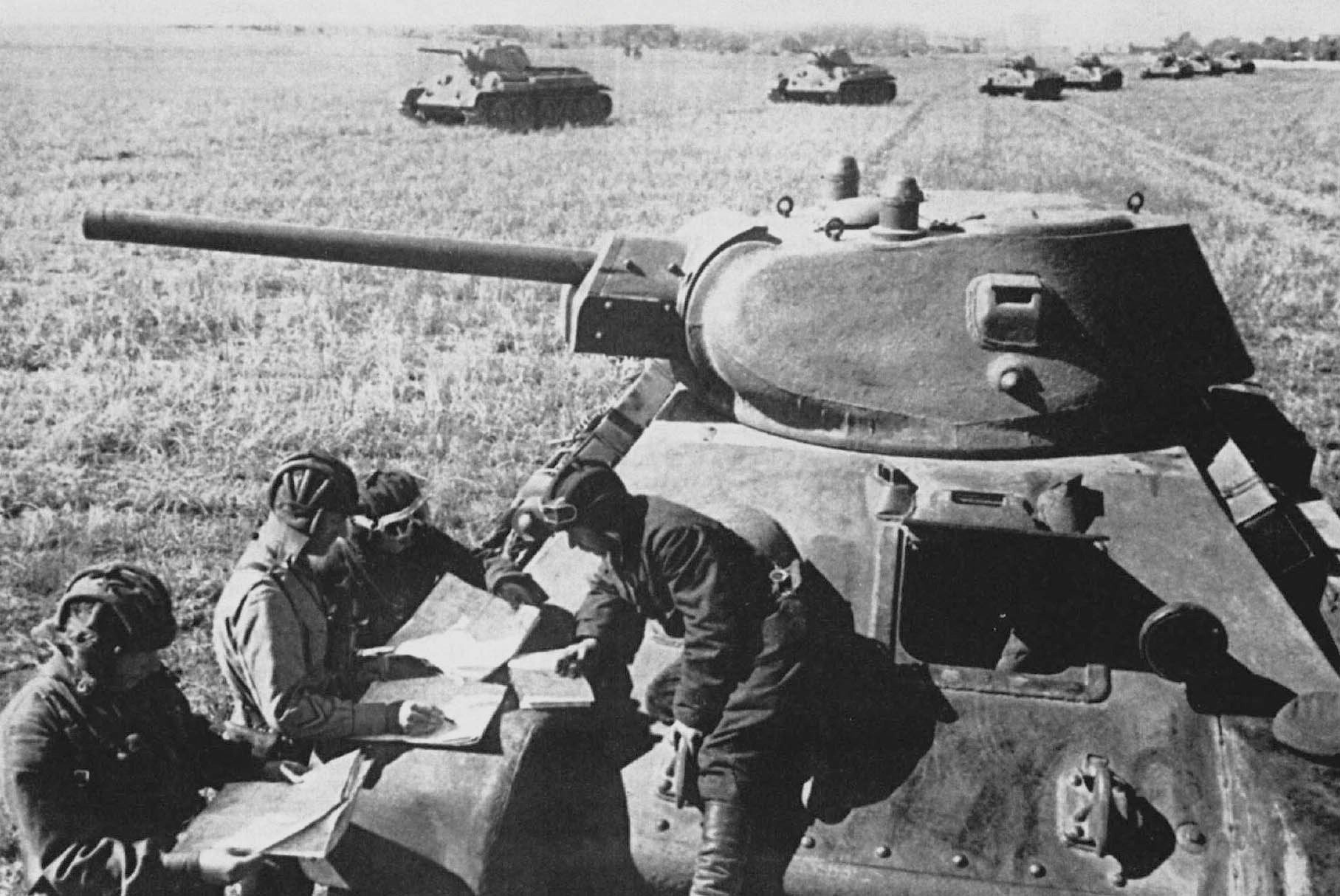
Une compagnie soviétique équipée avec des chars T-34/76 à l'entraînement pendant l'été 1942.

Un corps blindé est une grande unité du niveau du corps d'armée, dont la composition est centrée sur des unités blindées (plusieurs divisions ou des brigades), comportant des chars de combat, de l'infanterie mécanisée ou motorisée et de l'artillerie tractée ou automotrice. Plusieurs forces armées ont mis sur pied de telles organisations, notamment pendant la Seconde Guerre mondiale : l'Armée rouge (sous le nom de механизированный корпус, « corps mécanisés », de 1932 à 1938, puis de танковые корпуса, « corps de tanks » jusqu'à 1946), l'Armée française (le corps de cavalerie de 1939 à 1940), l'Armée allemande (les Panzerkorps de 1942 à 1945), l'Armée des États-Unis (l'Armored Corps de 1940 à 1943) et l'Armée populaire polonaise (le 1 Korpus Pancerny (pl) de 1944 à 1945, puis de 1949 à 1952 et de 1955 à 1957).
D'autres organisations portent aussi ce nom, mais faisant référence à l'arme (une subdivision des forces armées) regroupant toutes les forces blindées d'un État : de l'Australie (le Royal Australian Armoured Corps), du Canada (le Corps blindé royal canadien, Royal Canadian Armoured Corps), des États-Unis (le Tank Corps de 1917 à 1920), de l'Inde (l'Indian Armoured Corps jusqu'à 1947, puis l'Indian Army Armoured Corps), d'Israël (le Shirion), de la Nouvelle-Zélande (le Royal New Zealand Armoured Corps), de la Malaisie (le Malaysian Royal Armoured Corps), du Pakistan (le Pakistan Army Armoured Corps), de Rhodésie (le Rhodesian Armoured Corps), du Royaume-Uni (le Tank Corps de 1917 à 1939, puis le Royal Armoured Corps) et du Sri Lanka (le Sri Lanka Armoured Corps).

## Corps de chars soviétiques
Un corps de chars (en russe : танковый корпус, abrégé en тк, traduisible aussi par « corps de tanks ») soviétique désigne une formation blindée de l'Armée rouge pendant la Seconde Guerre mondiale, puis de l'Armée soviétique pendant la guerre froide. Plusieurs ont reçu le titre honorifique de « corps de chars de la Garde » (en russe : гвардейский танковый корпус, abrégé en гв.тк).

### Naissance dans les années 1930
Le regroupement des chars pour mener des opérations en profondeur, en s'enfonçant le plus loin possible en territoire adverse pour déstructurer tout le système ennemi, est recommandé par les théoriciens de l'art opératif, notamment Triandafillov et Toukhatchevski dès les années 1920. La première grande unité de chars soviétique est une brigade dès 1930, puis deux corps mécanisés sont fondés en 1932, qui passent au nombre de quatre en 1936. En août 1938, les corps mécanisés sont renommés « corps de chars » (ou corps blindés), regroupant chacun 12 710 hommes, entre 560 et 600 chars (BT et T-26) et 118 pièces d'artillerie, articulés en deux brigades de tanks et une brigade de fusiliers motorisés. Le 5e corps mécanisé devient le 15e corps de tanks, le 7e corps mécanisé le 10e corps de tanks, le 11e corps mécanisé le 20e corps de tanks et le 45e corps mécanisé le 25e corps de tanks. En septembre 1939, les 15e et 25e corps de tanks participent à l'invasion soviétique de la Pologne : ils se révèlent lourds à contrôler, se retrouvant bloqués dans de gros embouteillages. Les retours d'expérience sont si négatifs que le commissaire du peuple à la Défense Kliment Vorochilov (l'ennemi de Toukhatchevski) obtient de Joseph Staline l'ordre de disperser les unités blindées le 21 novembre 1939 et de faire disparaître les corps de tanks, ces derniers transformées en 15 divisions mécanisées (appliqué pendant l'hiver, comprenant chacune un régiment de tanks, deux de fusiliers motorisés et un d'artillerie).
En mai 1940, Vorochilov est remplacé par Semion Timochenko ; l'analyse des réussites allemandes en Belgique et en France entraîne un revirement. Le 6 juillet 1940, le haut-commandement de l'Armée rouge ordonne la recréation de neuf corps mécanisés, puis rajoute en février-mars 1941 vingt autres corps. Leur composition initiale est de deux divisions de tanks, d'une division mécanisée, d'un régiment de motocyclistes, d'un régiment d'artillerie motorisé et d'un bataillon du génie motorisé. Chaque corps mécanisé devait théoriquement aligner 36 000 hommes, 126 chars lourds (KV-1 et KV-2), 420 chars moyens (T-34/76) et 479 chars légers (T-26, BT-5 et BT-7). Les chars lourds et moyens étant en cours de fabrication, la dotation était loin d'être atteinte en juin 1941.

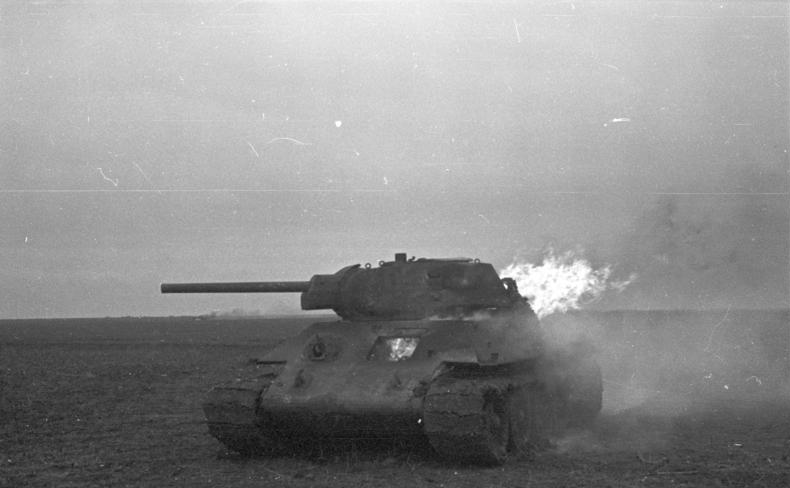
Photographie allemande de 1941 d'un char soviétique T-34/76 en train de flamber.

Pendant l'été et l'automne 1941, les forces armées allemandes détruisent la majorité des 29 corps mécanisés de l'Armée rouge. Le 15 juillet 1941, une circulaire de la Stavka supprime théoriquement tous les corps d'armée (les corps de fusiliers comme les corps mécanisés), à cause notamment du manque d'officiers d'état-major (le personnel qualifié ayant été amplement fauché par les Grandes Purges de 1937-1938, ainsi que dans les chaudrons de l'été 1941) : les divisions sont désormais directement gérées par l'armée à laquelle elles sont affectées. Même les divisions blindées survivantes sont dissoutes, le principal échelon des troupes blindées devenant la brigade de tanks.

### Renaissance en 1942-1943
Après l'offensive soviétique de l'hiver 1941-1942, l'État-Major général (Генеральный штаб, abrégé en Генштаб, Genshtab) décide de reformer des grandes unités blindées pour contrer les attaques allemandes et dans l'espoir d'enfin lancer des opérations en profondeur. Le 31 mars 1942, ordre est donné de regrouper une partie des brigades de tanks (il y en a eu 68 au total) pour former des corps de chars (traduisible aussi par « corps de tanks »). Cette réforme est pilotée à la Direction principale des chars (Главного автобронетанкового управления) du lieutenant-général Iakov Fedorenko (ru). Leur organisation théorique en mars 1942 est :
- quartier-général du corps ;
- une section anti-aérienne ;
- deux brigades de tanks (trois à partir de la fin mars 1942) ;
- une brigade de fusiliers motorisés ;
- un bataillon de mortiers ;
- un bataillon d'artillerie avec trois batteries à quatre canons de 76,2 mm ;
- une compagnie anti-aérienne à quatre canons de 37 mm (en) ;
- une compagnie de reconnaissance :
  - un peloton à cinq véhicules blindés ;
  - un peloton motocycliste ;
  - un peloton de fusiliers sur camions ;
- services organiques :
  - une compagnie de transmissions ;
  - une compagnie de maintenance ;
  - un peloton médical ;
  - une compagnie de transport (40 camions).

### Liste des corps de tanks
- 1er corps de tanks, créé le 31 mars 1942 ;

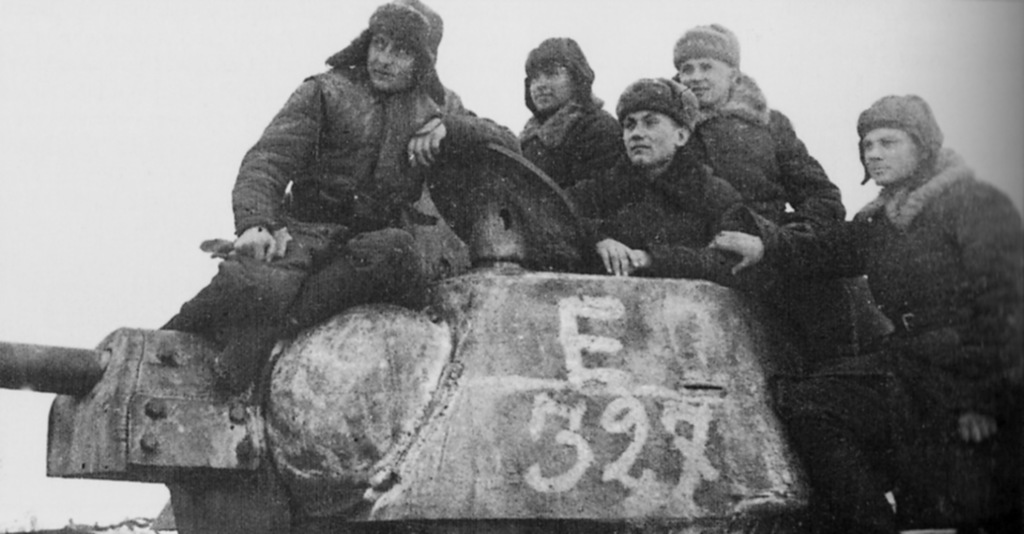
Groupe de tankistes sur un T-34/76 du de tanks en décembre 1942, avant le raid contre l'aérodrome de Tatsinskaïa dans le cadre de la bataille de Stalingrad.

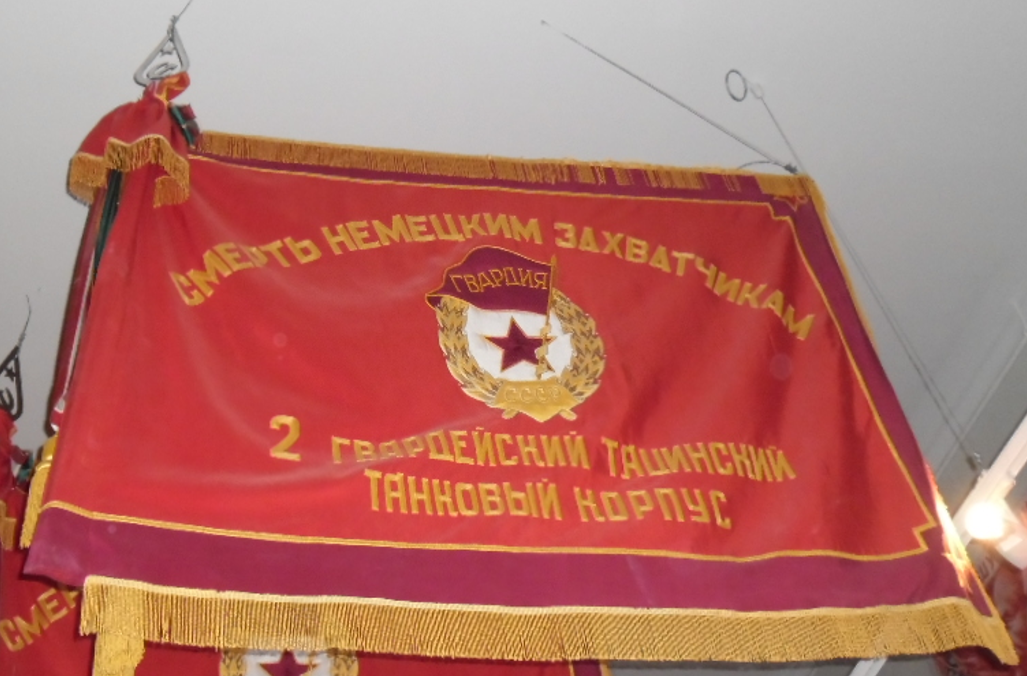
Étendard du 2e corps de tanks de la Garde « Tatsinskaïa » (l'ancien de tanks).

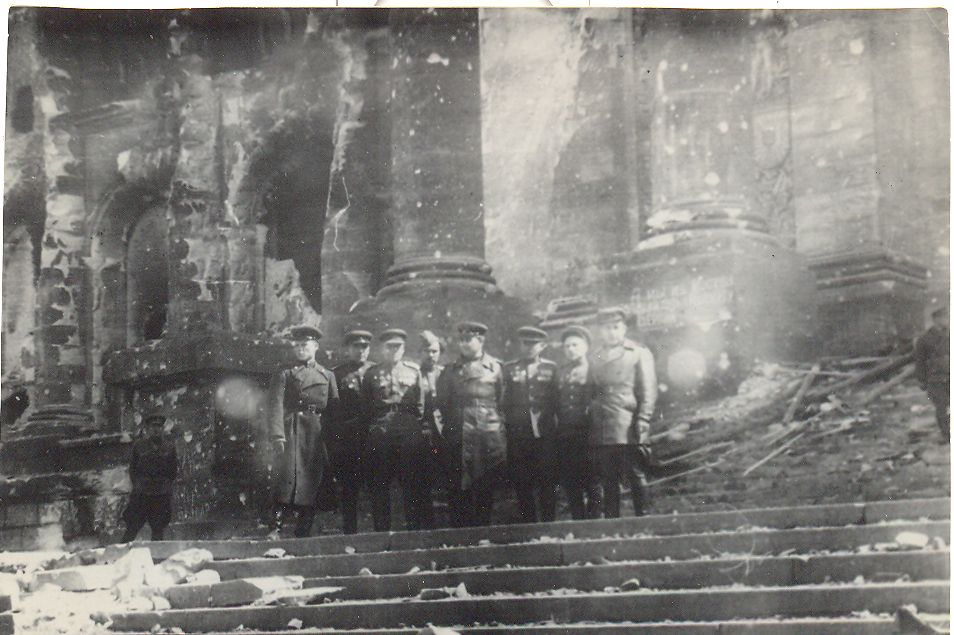
Les commandants du 8e corps de tanks de la Garde (dépendant alors de la 2e armée de choc) posant sur les marches du Reichstag en 1945.

- 2e corps de tanks, créé le 15 avril 1942, renommé 8e corps de tanks de la Garde le 19 septembre 1943 ;
- 3e corps de tanks, créé le 31 mars 1942, renommé 9e corps de tanks de la Garde le 20 novembre 1944 ;
- 4e corps de tanks, créé le 31 mars 1942, renommé 5e corps de tanks de la Garde « Stalingrad » le 7 février 1943 ;
- 5e corps de tanks, créé le 19 avril 1942 ;
- 6e corps de tanks, créé le 19 avril 1942, renommé 11e corps de tanks de la Garde le 23 octobre 1943 ;
- 7e corps de tanks, créé le 17 avril 1942, renommé 3e corps de tanks de la Garde « Kotelnikovo » le 29 décembre 1942 ;
- 8e corps de tanks, créé le 19 avril 1942, transformé en 3e corps mécanisé le 18 septembre 1942 ;
- 9e corps de tanks « Bobrouisk », créé le 12 mai 1942 ;
- 10e corps de tanks, créé le 12 mai 1942 ;
- 11e corps de tanks, créé le 19 mai 1942 ;
- 12e corps de tanks, créé le 19 mai 1942, renommé 6e corps de tanks de la Garde le 26 juillet 1943 ;
- 13e corps de tanks, créé le 23 mai 1942, transformé en 4e corps mécanisé de la Garde le 9 janvier 1943 ;
- 14e corps de tanks, créé le 19 mai 1942, détruite en août 1942 (boucle du Don), l'état-major devenant celui du 6e corps mécanisé (ru) en novembre 1942 ;
- 15e corps de tanks, créé le 21 mai 1942, renommé 7e corps de tanks de la Garde le 27 juillet 1943 ;
- 16e corps de tanks, créé le 1er juin 1942, renommé 12e corps de tanks de la Garde le 20 novembre 1944 ;
- 17e corps de tanks, créé le 19 juin 1942, renommé 4e corps de tanks de la Garde « Kantemirovskaya » le 3 janvier 1943 ;
- 18e corps de tanks, créé le 15 juin 1942 ;
- 19e corps de tanks, créé le 31 décembre 1942 ;
- 20e corps de tanks, créé le 28 décembre 1942 ;
- 21e corps de tanks, créé le 19 avril 1942, détruit en mai 1942 (lors de la deuxième bataille de Kharkov) ;
- 22e corps de tanks, créé le 3 avril 1942, détruit en août 1942 (boucle du Don), l'état-major devenant celui du 5e corps mécanisé en septembre 1942 ;
- 23e corps de tanks, créé le 12 avril 1942
- 24e corps de tanks, créé le 19 avril 1942, renommé 2e corps de tanks de la Garde « Tatsinskaïa » le 26 décembre 1942 ;
- 25e corps de tanks, créé le 13 juillet 1942 ;
- 26e corps de tanks, créé le 8 juillet 1942, renommé 1er corps de tanks de la Garde « Don » le 8 décembre 1942 ;
- 27e corps de tanks, créé le 3 juin 1942, transformé en 1er corps mécanisé le 8 septembre 1942 ;
- 28e corps de tanks, créé le 13 juillet 1942, détruit en août 1942 (boucle du Don), ses restes servent à la création du 4e corps mécanisé en septembre 1942 ;
- 29e corps de tanks « Znamianka », créé le 18 février 1943 ;
- 30e corps de tanks des volontaires de l'Oural[6], créé le 26 février ou 11 mars 1943, renommé 10e corps de tanks de la Garde des volontaires de l'Oural le 26 octobre 1943 ;
- 31e corps de tanks, créé le 29 mai 1943[7].

### Formation des armées de tanks
Pour pouvoir mener des opérations en profondeur plus puissantes, une partie des corps de tanks (8 sur 25 en mai 1945) et mécanisés (7 sur 14) est regroupée pour former des armées de tanks (танковые армии, traduisible aussi par « armées de chars » ou « armées blindées », ТА en abrégé), presque toutes obtenant rapidement le titre honorifique d'armée de tanks de la Garde (гвардейская танковая армия, abrégé en Гв. ТА). Ces armées furent les fers de lance des principales offensives soviétiques, engagées une fois que la percée du front adverse est effectuée par une « armée combinée » (composée d'infanterie largement soutenue par des divisions d'artillerie et des brigades de tanks d'accompagnement) ; le rôle de l'armée de tanks étaient de servir d'« échelon de frappe opérative » en s'enfonçant le plus loin possible en territoire adverse (jusqu'à 150 à 400 km), si possible ses corps d'armée avançant en parallèle, pour déstructurer tout le système ennemi.
- 1re armée de tanks (première formation, de juillet à août 1942) : 13e et 28e corps de tanks ;
- 1re armée de tanks (seconde formation, de janvier 1943 à avril 1944) : 6e et 31e corps de tanks ;
- 1re armée de tanks de la Garde (à partir d'avril 1944) : 11e corps de tanks de la Garde et 31e corps de tanks ;
- 2e armée de tanks (de janvier 1943 à novembre 1944) : 11e et 16e corps de tanks, puis 8e corps de tanks de la Garde, 3e et 16e corps de tanks ;
- 2e armée de tanks de la Garde (à partir de novembre 1944) : 9e et 12e corps de tanks ;
- 3e armée de tanks (de mai 1942 à juillet 1943) : 12e et 15e corps de tanks ;
- 3e armée de tanks de la Garde (à partir de juillet 1943) : 6e et 7e corps de tanks de la Garde ;
- 4e armée de tanks (d'août à octobre 1942) : 22e et 23e corps de tanks ;
- 4e armée de tanks (de juillet 1943 à mars 1945) : 11e et 30e corps de tanks ;
- 4e armée de tanks de la Garde (à partir de mars 1945) : ?
- 5e armée de tanks (première formation, de juin à juillet 1942) : 2e et 11e corps de tanks ;
- 5e armée de tanks (seconde formation, de septembre 1942 à avril 1943) : 1er, 22e et 26e corps de tanks ;
- 5e armée de tanks de la Garde (à partir de février 1943) : 2e et 10e corps de tanks ;
- 6e armée de tanks de la Garde (à partir de janvier 1944) : 5e corps de tanks, puis 5e corps de tanks de la Garde.

### Évolution jusqu'en 1945

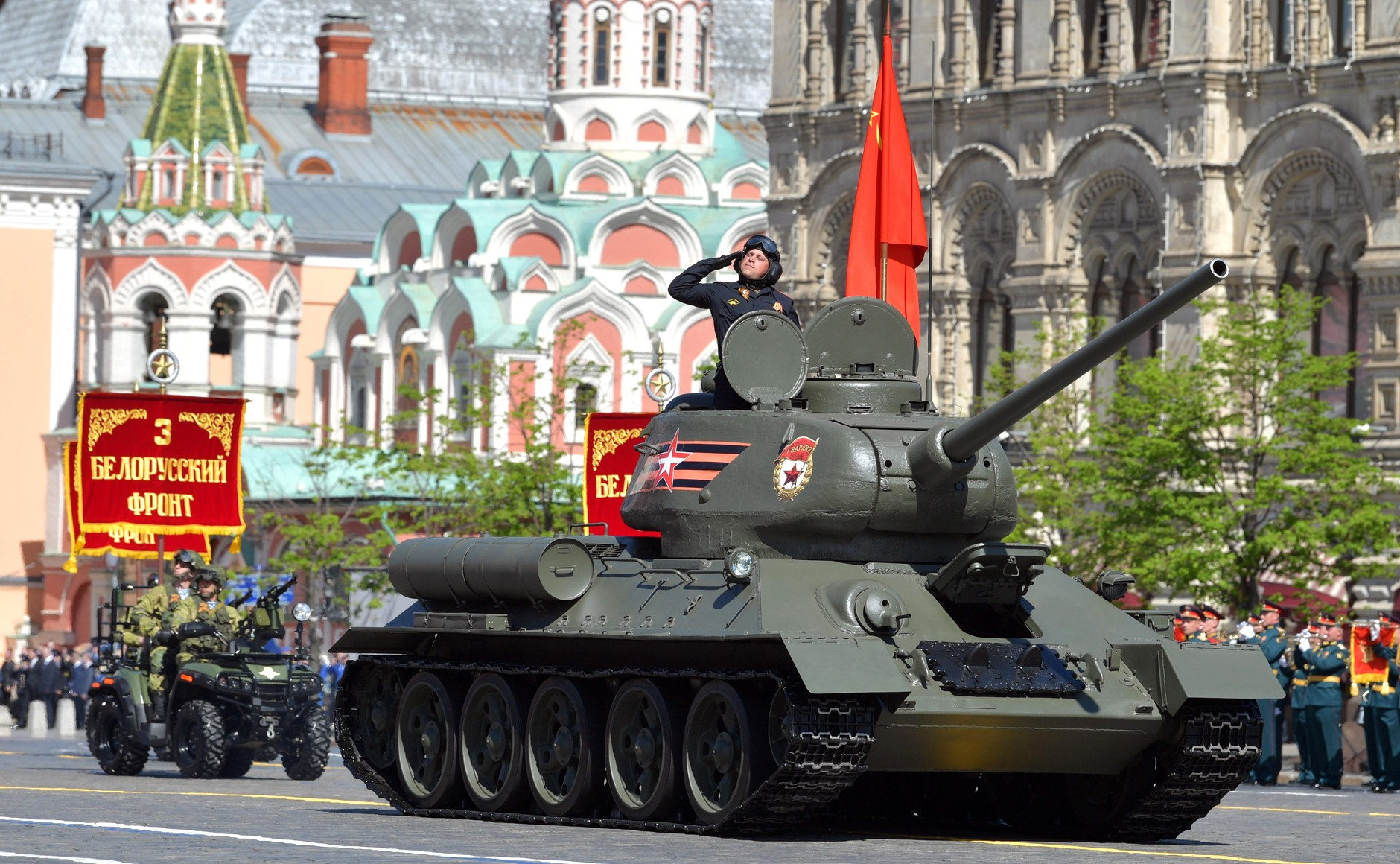
Un T-34/85 lors de la parade du 9 mai 2018 (de la victoire) à Moscou : ce modèle a équipé la majorité des corps de tanks de l'Armée rouge à la fin de la Grande Guerre patriotique.

La force théorique d'un corps de tanks a évolué pendant le conflit : en avril 1942, les trois brigades de tanks doivent regrouper un total de 20 KV-1, 40 T-34/76 et 40 T-60 (soit 100 chars). En janvier 1943, c'est 98 T-34/76 et 70 T-70 (soit 168 chars) ; en janvier 1944, un KV, 208 T-34, 21 SU-76, 16 SU-85 et 12 SU-152 (soit 209 chars et 49 canons automoteurs) ; au 1er mai 1945, 207 T-34/85, 21 SU-76, 21 SU-85 et 21 SU-152 (soit 207 chars et 63 canons automoteurs).
Les 3e et 8e corps de tanks de la Garde, ainsi que le 18e corps de tanks, furent équipés avec des chars M4A2 (surnommés tovarichtch Emcha : « camarade M4 ») de fabrication américaine, arrivés via les convois de l'Arctique dans le cadre du programme Prêt-bail (Lend-Lease). Ces chars, mécaniquement plus fiables et un peu plus confortables que ceux soviétiques, sont complétés par des camions Studebaker, des jeeps Willys, des voitures blindées, des autochenilles (notamment les SU-57), des tracteurs (pour remorquer les chars), des locomotives et des wagons plats (pour le transport ferroviaire), des radios, des munitions, du carburants, des pneumatiques, du tissu, des bottes et des boîtes de corned-beef.
En 1945, un corps de tanks soviétique regroupe théoriquement 11 788 hommes, 228 chars, 42 canons automoteurs et 182 pièces d'artillerie, soit 1 500 véhicules. Aux trois brigades de tanks (à trois bataillons de chacun 21 chars T-34/85, le tout accompagné d'un bataillon de mitrailleurs) et à la brigade de fusiliers (à trois bataillons motorisés, au mieux montés sur camions, soutenus par un bataillon d'artillerie et un autre de mortiers) se rajoutent deux régiments de canons automoteurs (le premier avec 21 SU-76, le second avec 21 SU-85 ou SU-122), un régiment de mortiers (de 82 ou de 120 mm), un régiment antiaérien, un régiment d'artillerie légère, un régiment blindé lourd (21 JS-2), un bataillon de lance-roquettes (huit katiouchas), un bataillon de reconnaissance (motocycliste), une compagnie du train, deux compagnies de réparation, un bataillon médical, un bataillon du génie, un bataillon de transmission et une compagnie d'aviation (pour la coordination avec les bombardiers tactiques). Mais la composition réelle des unités d'un corps de tanks varie beaucoup d'une unité à l'autre : par exemple les corps équipés de chars M4A2 sont renforcés en canons automoteurs, étant donné le manque de puissance antichar des canons de 75 mm puis de 76 mm des Emcha.
Par décision de juin 1945, appliquée progressivement jusqu'en 1946, tous les corps de tanks soviétiques deviennent des divisions blindées, la moitié intégrées dans des « armées mécanisées » (les anciennes armées de tanks). Ces grandes unités sont alors déployées en Europe centrale, notamment au sein des forces soviétiques d'occupation en Allemagne, sauf la 6e armée de tanks de la Garde (comprenant le 5e corps de tanks de la Garde) et le 10e corps de tanks qui sont engagés contre les Japonais en août 1945 lors de l'offensive soviétique de Mandchourie.

## Corps blindés allemands
Les corps blindés allemands (un Panzerkorps : abrégé en PzK.) ont existé sous ce nom de 1942 à 1945. Ces corps sont théoriquement composés de deux ou trois divisions blindées (les Panzerdivisionen : PzDiv.), auxquels se rajoutent souvent une ou plusieurs divisions d'infanterie motorisée (les motorisierte Infanterie-Divisionen, renommées en 1943 Panzergrenadier-Divisionen : PzGrDiv.) et les unités organiques (les Korpstruppen).

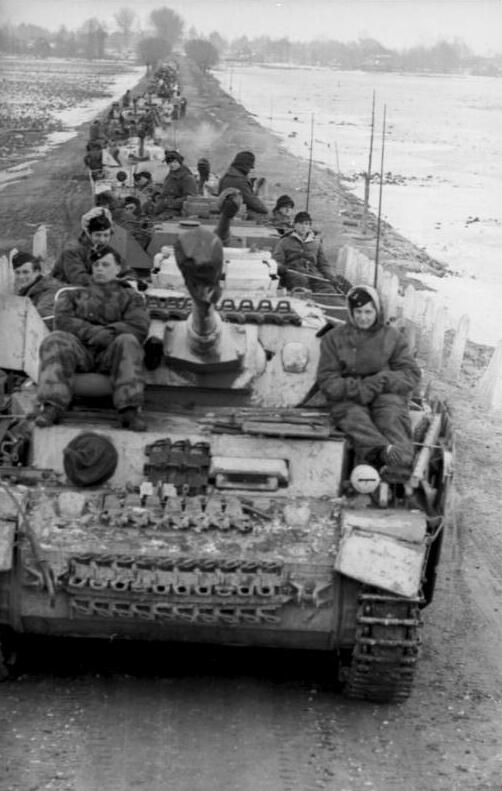
Une colonne de Panzer IV portant des fantassins, en janvier 1944 quelque part sur le front de l'Est : l'Armée allemande, comme son adversaire l'Armée rouge, manqua de véhicules blindés de transport de troupe.

Entre septembre 1939 et juillet 1943, les grandes unités blindées allemandes sont engagés dans toutes les grandes offensives allemandes, assurant la percée initiale puis l'exploitation en profondeur.
- Pendant la campagne de Pologne, les divisions blindées allemandes sont intégrées au sein de corps d'armée classiques, notamment les 16e corps (de Hoepner), 19e corps (de Guderian) et 22e corps (de Kleist). En 1940-1941, ils portaient le nom de « corps d'armée motorisés » : motorisierte Armeekorps.

- Pour la campagne de France, trois corps d'armée motorisés (les 14e de Wietersheim, 19e de Guderian et 41e de Reinhardt) sont regroupés au sein du « groupe blindé Kleist » (Panzergruppe von Kleist), épaulé par le 15e corps d'armée motorisé de Hoth.

- Pour l'invasion de l'Union soviétique, les corps sont regroupés au sein de quatre « groupes blindés » : les Panzergruppe 1 (Kleist : 3e corps de Mackensen, 14e corps de Wietersheim et 48e corps de Kempf), Panzergruppe 2 (Guderian : 24e corps de Schweppenburg, 46e corps de Vietinghoff et 47e corps de Lemelsen), Panzergruppe 3 (Hoth : 39e corps de Schmidt et 57e corps de Kuntzen) et Panzergruppe 4 (Hoepner : 41e corps de Reinhardt et 56e corps de Manstein).

Pendant l'hiver 1941-1942, les groupes blindés sont renommées en armées blindées (Panzerarmee) et les corps d'armée motorisés en corps blindés (Panzerkorps). De l'été 1943 au printemps 1945, leur rôle est désormais surtout de servir de réserve tactique ou opérative, pour les contre-offensives, aux ordres des armées et groupes d'armées sur la défensive sur le front de l'Est comme sur le front de l'Ouest (mis à part les opérations Wacht am Rhein et Nordwind en décembre 1944). En 1944-1945, nombre de ces Panzerkorps n'ont de blindé que le nom (ils sont composés majoritairement d'unités d'infanterie, renforcées de quelques chasseurs de chars) et/ou avec des effectifs plutôt squelettiques.
- 3e corps blindé (III. Panzerkorps)
- 4e corps blindé
- 7e corps blindé
- 14e corps blindé
- 24e corps blindé
- 38e corps blindé
- 39e corps blindé
- 40e corps blindé
- 41e corps blindé
- 46e corps blindé
- 47e corps blindé
- 48e corps blindé
- 56e corps blindé
- 57e corps blindé
- 58e corps blindé
- 76e corps blindé
- Corps blindé Feldherrnhalle (Panzerkorps Feldherrnhalle)
- Corps blindé Großdeutschland (Panzerkorps „Großdeutschland“)
- 58e corps blindé de réserve (LVIII. Reserve-Panzerkorps)
- Corps blindé parachutiste Hermann Göring (Fallschirm-Panzerkorps)
- 1er corps blindé SS (I. SS-Panzerkorps)
- 2e corps blindé SS (II. SS-Panzerkorps)
- 3e corps blindé SS (III. (germanisches) SS-Panzerkorps)
- 4e corps blindé SS (IV. SS-Panzerkorps)
- 11e corps blindé SS (XI. SS-Panzerkorps)